# Magenta Software
Magenta Software est une entreprise de conception de jeux vidéo, basée à Liverpool (Grande-Bretagne).

## Histoire
Magenta Software est fondée en 1994. La société conçoit une série de licences pour Sony, Disney, Vivendi et Atari. Parmi celles-ci, on peut noter Stuart Little, Cat in the Hat, Treasure Planet et les Muppets. La firme se spécialise ensuite dans les jeux multijoueur.

## Produits
Magenta Software se spécialise dans la production des jeux basés sur le contrôleur de jeux Buzz Controller. Diffusés initialement en Europe, ils gagnent ensuite l'Amérique du nord. La société produit ses propres moteurs de jeux, à Albert Docks, à Liverpool.

## Jeux
- 19 octobre 2005 : Stuart Little 3 : L'Aventure photographique[1] (Stuart Little 3: Big Photo Adventure) (PlayStation 2)[2]
- 25 octobre 2006 : Buzz! Junior : Singes en délire[1] (Buzz! Junior: Jungle Party) (PlayStation 2, PlayStation 3, PlayStation Portable)[2]
- 2007 : Buzz! Junior: Robo Jam (PlayStation 2, PlayStation 3[2]) - Sony Computer Entertainment (codéveloppé avec FreeStyleGames)[3]
- 2007 : Buzz! Junior: Monster Rumble (PS2) - Sony Computer Entertainment (codéveloppé avec FreeStyleGames)
- 5 février 2009[1] - Disney Th!nk Fast (Wii)[3]
- Dr. Seuss' The Cat in the Hat (GameCube, PC, PlayStation 2, Xbox)[2]
- Stuart Little 2 (PlayStation)[2]
- La Planète au trésor (PlayStation)[2]